# Hán Hiến Đế
Hán Hiến Đế (Giản thể: 汉献帝; phồn thể: 漢獻帝; 2 tháng 4 năm 181 - 21 tháng 4 năm 234), tên thật là Lưu Hiệp (劉協), tự là Bá Hòa (伯和), là vị Hoàng đế thứ 14 của nhà Đông Hán và là Hoàng đế cuối cùng của triều đại nhà Hán trong lịch sử Trung Quốc. Ông tại vị từ ngày 28 tháng 9 năm 189 đến ngày 25 tháng 11 năm 220, tổng cộng 31 năm.
Là vị Hoàng đế cuối cùng của triều đại lừng danh Hán triều, Hán Hiến Đế lên ngôi khi nhà Hán đã suy yếu trầm trọng. Ông liên tiếp bị Đổng Trác, Lý Thôi, Quách Dĩ và Tào Tháo khống chế, dùng làm bù nhìn để thực thi quyền lực của bản thân họ. Cuối cùng, ông bị Tào Phi ép thực hiện thiện nhượng, lập ra nhà Tào Ngụy thời Tam Quốc. Sự kiện ấy được người đời sau gọi là Tào Phi soán Hán (曹丕篡漢).

## Thân thế

### Xuất thân
Lưu Hiệp là con trai thứ của Hán Linh Đế Lưu Hoành. Mẹ ông là Vương Vinh, người Hàm Đan. Thời Hán Linh Đế, Vương Vinh do tư sắc mỹ lệ, thông minh tài trí nên được nhập Dịch đình, phong đến Mỹ nhân, cấp bậc thứ 2 dưới Quý nhân trong hậu cung thời Đông Hán. Lúc ấy, Hà hoàng hậu đã sinh con trai Lưu Biện nên dần trở nên kiêu ngạo, bản thân Hà hậu tính tình quật cường lại hay đối kị, trong cung không ai không sợ. Vương mỹ nhân khi ấy hoài thai, sợ Hà hậu sát hại nên không dám nói, ngày thường uống thuốc để hoại thai, nhưng có một ngày bà nằm mơ thấy mình đang ôm mặt trời trên bụng mà đi, liền cho đó là điềm lành nên không còn muốn hủy thai nữa.
Năm Quang Hòa thứ 4 (181), tháng 3, ngày Quý Tị (tức ngày 2 tháng 4 dương lịch), Vương mỹ nhân sinh hạ Hoàng tử Lưu Hiệp. Hà hậu khi biết tin thì nổi giận cực điểm, bèn sai người ngầm độc chết Vương mỹ nhân. Khoảng 7 ngày sau, là ngày Canh Tý, Vương mỹ nhân chết, không rõ bao nhiêu tuổi.
Cái chết của Vương mỹ nhân khiến Linh Đế nổi giận cực điểm, toan muốn phế truất Hà hậu, nhưng nhóm hoạn quan tích cực khuyên can nên phải thôi. Con trai Vương mỹ nhân là Lưu Hiệp chỉ mới sơ sinh, nên Linh Đế giao cho mẹ mình là Đổng thái hậu nuôi dưỡng, nên có biệt danh Đổng hầu (董侯).

### Lên ngôi sau biến loạn
Năm Trung Bình thứ 6 (189), tháng 4, Hán Linh Đế băng hà. Anh Lưu Hiệp là Lưu Biện lên nối ngôi, tức là Hán Thiếu Đế. Lưu Hiệp ban đầu được phong làm Bột Hải vương (勃海王), sau đó là Trần Lưu vương (陈留王).
Vào lúc đó, Trung thường thị Trương Nhượng và các hoạn quan, sử gọi Thập thường thị, có mâu thuẫn gay gắt với Hà Tiến, anh ruột của Hà Thái hậu. Bởi vì các hoạn quan nhiều năm đã thành một thế lực mạnh, trong ngoài cấu kết cực kỳ củng cố. Hà Tiến vừa nắm quyền, xưa nay cũng kiêng kị bọn họ, không dễ bề nắm được quyền thế, cho nên Hà Tiến nhiều lần đề nghị Hà Thái hậu bãi chức các hoạn quan, nhưng Hà Thái hậu lại không chịu vì hoạn quan vốn là những người hầu hạ đắc lực trong cung cấm không thể bỏ đi; hơn nữa trước đây Hà Thái hậu từng nhờ Thập thường thị can gián Hán Linh Đế nên không bị truất ngôi Hoàng hậu. Trương Nhượng đặc biệt được Hà Thái hậu tin cậy và sủng ái nhất, do con trai nuôi của ông đã lấy em gái Thái hậu.
Thấy Hà Thái hậu không chịu, có Viên Thiệu là dòng dõi Công khanh nhiều đời kiến nghị: "Hoàng môn Thường thị chiếm quyền đã lâu, lại còn Trường Lạc Thái hậu hưởng lạc thông dâm. Tướng quân nên tiến chọn hiền tài, khôi phục triều đình". Hà Tiến cho là phải, cùng Viên Thiệu và Viên Thuật, Phùng Kỷ (逢纪), Hà Ngung (何颙) rồi Tuân Du kết làm tâm phúc. Vì gợi ý của Viên Thiệu, Hà Tiến bèn sai người ra nói với Đổng Trác là Châu mục của Tịnh Châu, hãy "giả làm phản đòi dẹp hoạn quan", với mục đích là dọa Thái hậu phải bằng lòng bãi chức hoạn quan. Chủ bạ Trần Lâm (陈琳) khuyên can không thể rước họa vào nhà, nhưng Hà Tiến không nghe. 
Hà Thái hậu nghe tin Đổng Trác sắp kéo quân vào Lạc Dương, trúng kế sợ hãi, vội ra chiếu cách chức các hoạn quan, chỉ giữ vài người tín nhiệm, đều là những Tiểu hoạn quan do Hà Tiến đề bạt. Điều này khiến Viên Thiệu không chịu, khuyên Hà Tiến dứt điểm hoàn toàn, nhưng Hà Tiến vẫn cứ trù tính, do đó Viên Thiệu giả truyền chỉ ý của Hà Tiến, lệnh các châu, quận lùng bắt thân thuộc của các hoạn quan, do đó các hoạn quan hốt hoảng, biết là sẽ sinh đại biến. Không thể chờ chết, sau khi bị bãi nhiệm, Trương Nhượng lại gọi con trai và con dâu dập đầu, con dâu ông vốn là em gái Hà Thái hậu, nên Trương Nhượng nói: "Lão thần đắc tội, hẳn là nên về tư môn xám hối. Nhưng lão thần nhiều đời chịu ân, hiện tại muốn rời xa hoàng cung, nhất thời quyến luyến khó xá, thỉnh lại một lần tiến cung, có thể tạm thời vấn an Thái hậu. Khi lại thấy được ngọc nhan, có chết cũng không hối!". Con trai và con dâu Trương Nhượng đến xin Vũ Dương quân cầu tình, vốn Vũ Dương quân có nhận hối lộ của họ, nên vào cung nói lại với hà Thái hậu, do đó Thái hậu triệu tập các hoạn quan về lại trong cung phục sự như cũ.
Năm Quang Hi nguyên niên (189), tháng 8, Hà Tiến lại tới Trường Lạc cung để đề nghị Hà Thái hậu không chỉ bãi miễn mà giết Trương Nhượng và tất cả các hoạn quan. Trong các hoạn quan có người nghe được chuyện bèn báo với Trương Nhượng, thế là Trương Nhượng cùng Đoàn Khuê giả truyền ý chỉ của Thái hậu để gọi một mình Hà Tiến vào cung, sau vội huy động vài mươi quân lính cầm binh khí phục sẵn, đợi lúc Hà Tiến ra cửa cung bèn đổ ra bắt sống, mang tới dưới lầu Thượng thư rồi kể tội vong ân bội nghĩa và giết chết trước Gia Đức điện.
Tin tức Hà Tiến bị giết truyền ra, thủ hạ của Hà Tiến là Viên Thiệu mang quân đánh vào hoàng cung giết hoạn quan báo thù cho Hà Tiến. Trong lúc hỗn loạn, Trương Nhượng cùng Đoàn Khuê dắt Hà Thái hậu, Hán Thiếu Đế và Trần Lưu vương Lưu Hiệp đến bến đò Tiểu Bình ở cạnh sông Hoàng Hà, bị Thượng thư Lư Thực dẫn quân đuổi theo kịp. Lư Thực bắt giết khá nhiều hoạn quan, còn mấy hoạn quan khác sợ nhảy xuống sông Hoàng Hà tự vẫn. Hán Thiếu Đế và Lưu Hiệp chạy tiếp, được một viên quan nhỏ là Ngô Cống hộ tống đi trong đêm, nhờ vào ánh sáng đom đóm đi được mấy dặm. Sau đó gặp xe của dân bèn đi nhờ, tới Lạc Xá ở lại 3 ngày, và tìm được ngựa đi tới Bắc Mang. Vừa lúc đó Đổng Trác kéo quân đến Lạc Dương. Được tin Hán Thiếu Đế ở Bắc Mang, Đổng Trác bèn mang quân tới đón anh em vua Hán về cung. Khi quân Đổng Trác đến nơi, có nhiều người Tây Lương và người Khương trông dữ tợn khiến Thiếu Đế sợ bật khóc, còn Lưu Hiệp nhỏ tuổi hơn lại tỏ ra bình tĩnh, vẫn nói chuyện với Đổng Trác. Điều đó khiến Đổng Trác thích Lưu Hiệp hơn Thiếu Đế.
Tháng 9 năm ấy, Đổng Trác đưa Hán Thiếu Đế cùng Trần Lưu vương về lại Lạc Dương. Sau khi an vị, Đổng Trác phế truất Hán Thiếu đế làm Hoằng Nông vương, lập Lưu Hiệp lúc đó mới 9 tuổi lên ngôi, tức là Hán Hiến Đế. Ông từ khi lên làm Hoàng đế đã có số phận nằm trong tay quyền thần, do quyền thần lập lên và trù tính. Trong suốt 32 năm trên ngai vàng, Hiến Đế hoàn toàn bị các quyền thần thay nhau khống chế.

## Hoàng đế nhà Hán

### Quyền thần Đổng Trác
Đổng Trác cải niên hiệu Trung Bình của Linh Đế mà Thiếu Đế đang dùng thành niên hiệu Sơ Bình năm đầu của Hán Hiến Đế vào năm sau (190). Vì việc Đổng Trác phế vua thao túng triều đình, các chư hầu do Viên Thiệu cầm đầu nổi dậy đánh Đổng Trác.
Cánh quân của Tôn Kiên đánh Nam Dương rồi từ đây tiến vào Lạc Dương. Đổng Trác bị thua 2 trận, sợ hãi đốt bỏ Lạc Dương và mang vua Hiến Đế cùng triều đình chạy sang phía tây về kinh đô cũ ở Trường An. Quân chư hầu sau đó chia rẽ, kéo bè phái đánh nhau, nên Đổng Trác không bị đe dọa ở Trường An.
Hán Hiến Đế muốn quay trở về đông đô Lạc Dương, nhân có Thị trung Lưu Hòa là con trai châu mục U châu Lưu Ngu (người tông thất) có thế lực, bèn sai Lưu Hòa cải trang trốn thoát khỏi Trường An, định tìm đến U châu gọi Lưu Ngu về hộ giá. Nhưng Lưu Hòa ra khỏi Quan Trung tới Nam Dương thì bị sứ quân Viên Thuật giữ lại, sau đó lưu lạc nhiều ngày lại bị Viên Thiệu bắt giữ. Các sứ quân lúc đó vì mục tiêu lợi dụng Lưu Ngu giúp mình để chống đối lẫn nhau nên cha con Lưu Ngu không giúp được Hiến Đế.
Năm 192, trong lúc chư hầu đang xung đột ở phía đông thì trong triều đình Trường An, Tư đồ Vương Doãn đồng mưu với Lã Bố giết chết Đổng Trác. Hán Hiến Đế bèn phong Vương Doãn làm Lục thượng thư sự, Lã Bố làm Ôn hầu, Phấn uy tướng quân, Nghi đồng tam tư. Theo ý kiến của Vương Doãn, Hiến Đế lại phong Hoàng Phủ Tung làm Chinh tây tướng quân, phái tới My Ổ là chỗ ở của Đổng Trác để tịch biên gia sản. Kết quả Hoàng Phủ Tung thu về được hơn 2 vạn cân vàng, hơn 8.000 cân bạc cùng các của cải khác chất cao như núi.

### Phản loạn Lý Thôi
Vương Doãn sai Lã Bố đi đánh dẹp con rể Đổng Trác là Ngưu Phụ. Ngưu Phụ bị thủ hạ giết. Bộ tướng của Ngưu Phụ là Lý Thôi, Quách Dĩ, Phàn Trù và Trương Tế cầu khẩn Vương Doãn tha tội theo Đổng Trác. Vương Doãn không đồng ý xá tội cho Lý và Quách. Lý Thôi, Quách Dĩ bèn cất quân Lương Châu nổi dậy báo thù, quân tập hợp dần dần được hơn 10 vạn, tấn công Trường An.
Lã Bố chống không nổi quân Lương châu, bỏ chạy về phía đông. Lý Thôi vào Trường An bắt giết cả nhà Vương Doãn. Từ đó Hiến Đế lại bị Lý Thôi và Quách Dĩ khống chế. Ông dựa vào các lão thần như Triệu Khiêm, Dương Bưu, Hoàng Phủ Tung, Mã Nhật Đê, Triệu Trung, Chu Tuấn kiềm chế một phần uy thế của Lý và Quách. Ông phong cho Lý Thôi làm Tư Lệ hiệu úy.
Tháng 9 năm 193, Lý Thôi tiến thêm một bước, ép Hiến Đế phong cho làm Xa kỵ tướng quân, chức chỉ đứng sau Đại tướng quân. Trên thực tế đây là chức lớn nhất vì chức Đại tướng quân để trống, không ai giữ lúc đó. Hiến Đế còn bị ép phong Quách Dĩ làm Hậu tướng quân, Phàn Trù làm Hữu tướng quân. Cả ba người cùng nhau lập phủ trong kinh thành, cùng nhau đoạt quyền điều hành triều chính, các quan Tam công lão thần bị vô hiệu hóa. Một tướng khác là Trương Tế đóng quân ở Thiểm huyện, ngoài kinh thành.
Ba người nảy sinh mâu thuẫn. Năm 194, Lý Thôi giết chết Phàn Trù. Không lâu sau cả Lý Thôi và Quách Dĩ cùng muốn một mình làm chủ triều đình nên trở mặt đánh nhau. Hai bên đánh nhau trong nhiều ngày, kinh thành bị tàn phá, hàng vạn người bị chết. Hán Hiến Đế và Phục hoàng hậu bị Lý Thôi kéo từ trong cung mang vào doanh trại giam lỏng. Các đại thần cầm đầu là Dương Bưu theo hầu. Hiến Đế sai Dương Bưu cùng Trương Hỷ và Chu Tuấn, tất cả hơn 10 người sang doanh trại Quách Dĩ đề nghị hai bên nên giảng hòa không nên đổ máu. Những người này liền bị Quách Dĩ bắt giữ. Để lấy lòng Lý Thôi và Quách Dĩ, Hiến Đế phải phong cho Lý Thôi làm Đại tư mã, Quách Dĩ làm Xa kỵ tướng quân. Nhưng hai người nhận chức xong vẫn không chịu bãi binh.
Giữa lúc đó Trương Tế kéo về kinh thành giảng hòa hai người và khuyên Lý, Quách hãy để Hiến Đế rời Quan Trung về quận Hoằng Nông. Hiến Đế khi đó lên 15 tuổi, cũng sai người đi xin Lý Thôi cho mình rời khỏi doanh trại về Hoằng Nông. Sau hơn 10 lần sứ giả đi lại, Lý Thôi mới đồng ý.

### Chạy về phía Đông
Tháng 7 năm 195, Hán Hiến Đế cùng công khanh từ doanh Bắc Ổ của Lý Thôi (ngoài thành Trường An) lên đường. Các tướng Đổng Thừa, Dương Phụng đi theo hộ giá. Trương Tế thu xếp xong việc, rút quân về Thiểm huyện. Dương Phụng và Đổng Thừa mời thêm Dương Định là tướng Khăn Vàng cũ, đang là bộ tướng của Lý Thôi nhưng không bằng lòng với Lý Thôi, cùng nhau hộ giá Hiến Đế.
Tháng 8, Hiến Đế đến Tân Phong. Quách Dĩ hối hận muốn cướp lại Hiến Đế, bèn mang quân đuổi theo. Dương Phụng và Dương Định cùng ra đón đánh, đánh bại quân Quách Dĩ. Quách Dĩ thua chạy về Trường An, sai người hòa giải với Lý Thôi và lôi kéo Trương Tế cùng liên minh đánh Dương Phụng và Dương Định để cướp lại Hiến Đế, khống chế chư hầu như trước. Tháng 11 năm đó, Hiến Đế đến gần Đông Giản quận Hoằng Nông thì bị quân Lý Thôi và Quách Dĩ đuổi theo kịp. Lần này Dương Phụng và Dương Định không chống nổi, khiến nhiều đại thần bị chết, trong đó có thị trung Chu Triển, Binh bộ hiệu úy Ngụy Kiệt, Xạ thanh hiệu úy Thư Thuyên. Các tướng mang vua Hiến Đế tháo chạy. Trước tình hình nguy cấp, Dương Phụng một mặt xin tạm hòa với Lý Thôi để hoãn binh, mặt khác bàn với Đổng Thừa mời thủ lĩnh quân cướp Bạch Ba là Lý Nhạc, Hàn Tiêm ở Sơn Tây cùng Tả Hiền vương Hung Nô là Tố Khứ Ty phía nam Quy Hóa cứu giá. Cánh quân Lý Nhạc, Hàn Tiêm và Tố Khứ Ty tập hợp cùng Dương Phụng, đánh bại Lý Thôi và Quách Dĩ. Đổng Thừa nhân lúc thắng trận, tới vùng phụ cận thuộc bến đò Mao Tân đưa Hiến đế cùng Phục hoàng hậu và một số tùy tùng qua sông Hoàng Hà, tới An Ấp thuộc quận Hà Đông nghỉ lại.

### Ở Lạc Dương
Thái thú Hà Đông là Vương Ấp và thái thú Hà Nội là Trương Dương đều tỏ ý sẵn sàng nghênh giá giúp Hiến Đế. Trương Dương lại sai người đến Lạc Dương sửa sang cung điện bị Đổng Trác đốt phá. Đến tháng 7 năm 196, Hiến Đế từ An Ấp đến Lạc Dương. Thành trì điêu tàn, ngoài Hiến Đế, rất ít quan lại tìm được nơi ở. Các quan lại phải tự đi tìm hái rau, đẵn cây làm củi. Trương Dương và Vương Ấp không muốn bon chen ở triều đình để tranh chức quyền nên sau khi giúp Hiến Đế tới được Lạc Dương, hai người trở về bản địa Hà Đông và Hà Nội. Dương Phụng cũng không muốn tranh chấp, rút quân về Khai Phong.
Ở Lạc Dương chỉ còn Đổng Thừa và Hàn Tiêm bên cạnh Hiến Đế. Hàn Tiêm có công hộ giá, tỏ ra cậy quyền, lấn ép các đại thần. Để thưởng công các tướng, Hán Hiến Đế phong Hàn Tiêm làm Đại tướng quân, lĩnh ấn Tư lệ hiệu úy, được cầm tiết việt; Đổng Thừa làm Vệ tướng quân, Dương Phụng làm Xa kỵ tướng quân, Trương Dương làm Đại tư mã. Vệ tướng quân Đổng Thừa không muốn để Hàn Tiêm hoành hành, bèn bí mật sai người đi triệu Tào Tháo đang có binh hùng tướng mạnh ở Duyện châu đến hộ giá.

### Vào tay Tào Tháo
Tào Tháo khởi đại quân từ Duyện châu tới Lạc Dương, nhờ lực lượng quân sự hùng hậu, nhanh chóng đánh tan lực lượng của Hàn Tiêm. Tiêm thua trận bỏ chạy. Do Lạc Dương bị tàn phá nặng nề, tháng 9 năm 196, Tào Tháo mang Hán Hiến Đế về Hứa Xương. Trong các đại thần có Đổng Thừa vẫn tiếp tục hộ giá. Dương Phụng từ Khai Phong mang quân tới đánh Tào Tháo để tranh lấy vua Hiến Đế nhưng bị Tào Tháo đánh bại.
Tháng 10 năm đó, Hán Hiến Đế đến Hứa Xương. Tào Tháo xong việc bèn quay trở lại Khai Phong đánh Dương Phụng. Phụng thua trận chạy về Dương châu theo Viên Thuật. Tào Tháo chiếm giữ Khai Phong. Hán Hiến Đế đến Hứa Xương, phong Tào Tháo làm Vũ Bình hầu, giữ chức Tư không kiêm Hành Xa kỵ tướng quân. Hiến Đế vốn muốn phong cho Tào Tháo chức cao hơn là Đại tướng quân nhưng vì Tào Tháo còn e ngại thế lực của Viên Thiệu, muốn tránh xung đột ngay với Thiệu, vì vậy đề nghị Hiến Đế phong chức Đại tướng quân cho Thiệu.
Từ đó những việc lớn nhỏ trong triều đình nhà Hán đều do Tào Tháo quyết định. Nhiều mệnh lệnh được soạn thảo và ban ra từ phủ Tư không của Tào Tháo. Do tự mình chuyên quyết việc triều đình, Tào Tháo tiếp tục gặp phải sự chống đối ngấm ngầm từ các lực lượng ủng hộ Hán Hiến Đế. Năm 199, Đổng Thừa không bằng lòng sự chuyên quyền của Tào Tháo, mưu cùng Chung Tập, Ngô Thạc, Vương Phục và Lưu Bị mưu giết Tào Tháo. Khi mưu chưa phát lộ, Lưu Bị xin đi đánh Viên Thuật. Khi Lưu Bị đánh thắng Viên Thuật bèn chiếm Từ châu, ly khai Tào Tháo. Mưu lật đổ Tào Tháo của Đổng Thừa cũng bị phát giác. Tào Tháo giết hết cả nhà những người tham gia mưu sự cùng cả Đổng quý nhân là em gái Đổng Thừa, khi đó đang mang thai 5 tháng.
Tào Tháo nhân danh thiên tử Hán Hiến Đế ra lệnh sai khiến chư hầu. Bằng tài năng chính trị và quân sự, dần dần Tào Tháo với danh nghĩa "giúp nhà Hán" đã tiêu diệt các thế lực chư hầu cát cứ như Lã Bố (198), Viên Thuật (199), Viên Thiệu (200-207), Lưu Biểu (208), Mã Siêu – Hàn Toại (212), Trương Lỗ (215). Trong vòng gần 20 năm, Tào Tháo làm chủ trung nguyên, chiếm phần lớn nhất và có thế lực mạnh nhất trong các chư hầu. Còn hai lực lượng của Tôn Quyền ở Giang Đông và Lưu Bị ở Tây Xuyên, Tào Tháo không thể tiêu diệt, phải cùng nhau chia ba thiên hạ.
Năm 213, Tào Tháo mang 3 người con gái gả cho Hiến Đế làm quý nhân. Nhân Phục Hoàn là cha Phục hoàng hậu lại tham dự âm mưu lật đổ Tào Tháo, Tào Tháo biết được bèn giết Phục Hoàn và tìm giết Phục hậu. Hán Hiến Đế sai người giấu Phục hậu, nhưng cuối cùng vẫn bị thủ hạ của Tào Tháo tìm ra. Khi bị quân Tào Tháo lôi đi, Phục hậu kéo tay Hiến Đế cầu cứu, Hiến Đế đau lòng nói:"Bản thân ta còn chưa biết sẽ chết ngày nào mà". Giết Phục hậu xong, Tào Tháo ép ông lập con gái mình là Tào Tiết làm Hoàng hậu mới.
Cùng năm, Tào Tháo ép Hiến Đế phong mình làm Ngụy công, ban cho Cửu tích gồm: xe ngựa, y phục, nhà son, đội nhạc, nạp bệ, cung tên, hổ bôn, việt vàng. Tào Tháo cắt Ngụy quận và 9 quận khác ở Ký châu vào lãnh thổ nước Ngụy làm đất ăn lộc. Nước Ngụy của Tào Tháo với tư cách là một nước chư hầu nằm trong lãnh thổ nhà Hán bắt đầu hình thành.
Năm 216, sau khi đánh bại Trương Lỗ trở về, Tào Tháo sai Hoa Hâm chuẩn bị và ép Hán Hiến Đế ra chiếu phong mình làm Ngụy Vương, rồi lập con thứ hai là Tào Phi làm thế tử.

### Nhường ngôi cho Tào Phi
Đầu năm 220, Tào Tháo mất. Tào Phi lên thay làm Ngụy vương. Đối với việc Tào Tháo không cướp ngôi nhà Hán, Tư Mã Quang trong Tư trị thông giám cho rằng:
| “             | Tào Tháo hung bạo mạnh mẽ, lại là người có công với thiên hạ, trong lòng ông ta đã không có hoàng đế từ lâu…, không phải ông ta không có tham vọng đó. Chính vì ông ta sợ danh nghĩa chưa ổn, nên mới tự ức chế đó thôi. | ” |
| — Tư Mã Quang | |   |

Để chuẩn bị cướp ngôi nhà Hán, Tào Phi sai thủ hạ dựng ra những lời sấm ngữ để tạo dư luận trong nước thuận theo, như "hết Hán tới Ngụy", "nhà Hán sau 24 đời thì hết", hoặc những câu dùng phép chiết tự ra tên Tào Phi sẽ làm thiên tử.
Sau đó các đại thần trong triều cùng nhau khuyên Tào Phi thay ngôi nhà Hán. Đầu tháng 10 năm 220, Hán Hiến Đế biết mình không thể giữ ngôi vua nữa, ông bèn xuống chiếu nhường ngôi cho Tào Phi. Để tỏ ra khiêm nhường, ngày 18 tháng 10, Tào Phi dâng thư từ chối. Ngày 20 tháng 10 năm đó, Hiến Đế lại xuống chiếu thư nhường ngôi lần thứ hai. Ngày 22 tháng 10, Tào Phi lại dâng thư từ chối, trả lại ấn hoàng đế. Ngày 24 tháng 10, Hán Hiến Đế xuống chiếu nhường ngôi lần thứ 3, ra lệnh cho sứ giả Trương Âm không được phép mang ấn hoàng đế trả lại nữa. Ngày 26 tháng 10, Tào Phi cố từ chối cho đủ 3 lần. Ngày 28 tháng 10, Hán Hiến Đế ra chiếu thư nhường ngôi lần thứ tư. Lần này Tào Phi không từ chối nữa. Ngày hôm sau 29 tháng 10, Tào Phi bước lên đài cao ở Phồn Dương để nhận nhường ngôi của Hiến Đế, trở thành vua Ngụy Văn Đế. Hán Hiến Đế ở ngôi tất cả 31 năm (189-220), bị phế làm Sơn Dương công – chư hầu của nhà Tào Ngụy – về ở quận Sơn Dương, hưởng lộc 1 vạn hộ. Nhà Đông Hán chính thức chấm dứt từ đó.

## Qua đời
Lưu Bị đang cát cứ ở Ích châu (chống Tào Phi), nghe tin đồn Lưu Hiệp bị Tào Phi giết hại (thực tế Tào Phi không giết), nên truy tôn ông làm Hiếu Mẫn hoàng đế; sang năm 221 Lưu Bị tự xưng là hoàng đế, dựng nhà Thục Hán, với danh nghĩa kế tục nhà Hán.
Năm 234, Lưu Hiệp qua đời tại nước Sơn Dương, thọ 53 tuổi, làm Sơn Dương công được 14 năm. Ông sinh cùng năm và cũng mất cùng năm với thừa tướng Gia Cát Lượng nhà Thục Hán đương thời. Trong đời làm vua từ năm 189, Hán Hiến Đế đã trải qua sự lấn lướt của nhiều quyền thần: Đổng Trác, Lý Thôi - Quách Dĩ, Tào Tháo, trong đó thời gian ở Hứa Xương với Tào Tháo là lâu hơn cả (25 năm).
Sau khi mất, ông được Ngụy Minh Đế Tào Duệ (con Tào Phi) đặt thụy hiệu là Hiếu Hiến hoàng đế, được dùng nghi lễ thiên tử để an táng. Ông thường được đời sau gọi bằng thụy hiệu này. Theo ý kiến tổng kết của các sử gia, trường hợp nhường ngôi xong và được may mắn sống trọn vẹn yên ổn tới hết đời như Hán Hiến Đế không có nhiều trong lịch sử Trung Quốc. Phần nhiều các vua bị cướp ngôi đều bị vua mới giết chết. Vì vậy, cuộc nhường ngôi Hán-Ngụy được xem là hiếm có trong lịch sử. Con cháu Lưu Hiệp tiếp tục nối ngôi ông ở nước Sơn Dương trong nhiều năm. Tới khi nhà Tào Ngụy mất về tay nhà Tấn (265), họ Lưu vẫn tiếp tục cai trị Sơn Dương. Nước Sơn Dương được duy trì đến thời Tây Tấn, khi xảy ra đại loạn do Ngũ Hồ tiến vào trung nguyên mới chấm dứt, trước sau truyền nối 3 đời, tồn tại 88 năm (220–307), mất vào năm 307, niên hiệu Vĩnh Gia của Tấn Hoài Đế.

## Niên hiệu
Trong 32 năm làm vua, Hán Hiến Đế dùng các niên hiệu sau:
- Vĩnh Hán (永漢) (9/189–11/189)[34]
- Trung Bình (中平, 12/189)
- Sơ Bình (初平, 190–193 tương ứng thời quyền thần Đổng Trác)
- Hưng Bình (興平, 194–195 tương ứng thời quyền thần Lý Thôi)
- Kiến An (建安, 196–2/220 tương ứng thời quyền thần Tào Tháo)
- Diên Khang (延康, 3/220–10/220 tương ứng thời quyền thần Tào Phi)

## Gia quyến
- Tổ phụ: Giải Độc Đình hầu Lưu Trường [劉萇], thụy Hiếu Nhân hoàng (孝仁皇).
- Tổ mẫu: Hiếu Nhân Đổng hoàng hậu.
- Thân phụ: Hán Linh Đế Lưu Hoành.
- Thân mẫu: Linh Hoài Vương hoàng hậu, vốn là Mỹ nhân, sau truy phong Hoàng hậu.
- Hậu phi:

1. Hoàng hậu Phục Thọ [伏壽], bị Tào Tháo ban chết.
2. Hiến Mục Tào hoàng hậu [獻穆曹皇后], con gái Tào Tháo.
3. Đổng Quý nhân [董貴人], con gái Đổng Thừa, bị Tào Tháo xử tử khi đang mang thai.
4. Tào Hiến [曹憲], con gái Tào Tháo, chị của Hiến Mục hoàng hậu, phong làm Quý nhân.
5. Tào Hoa [曹華], con gái Tào Tháo, em của Hiến Mục hoàng hậu, phong làm Quý nhân.

- Hậu duệ:

1. Lưu Phùng [劉馮], năm Kiến An thứ 5 (200) phong làm Nam Dương vương (南陽王). Cùng năm thì mất.
2. Lưu Hi [劉熙], năm Kiến An thứ 17 (212) phong làm Tế Âm vương (濟陰王)[35].
3. Lưu Ý [劉懿], năm Kiến An thứ 17 (212) phong làm Sơn Dương vương (山陽王).
4. Lưu Mạc [劉邈], năm Kiến An thứ 17 (212) phong làm Tế Bắc vương (濟北王).
5. Lưu Đôn [劉敦], năm Kiến An thứ 17 (212) phong làm Đông Hải vương (東海王).
6. hai con trai do Phục hoàng hậu sinh ra, đều bị Tào Tháo giết.
7. một con trai không rõ tên, mất sớm.
8. hai con gái Lưu thị về sau là phi tần của Tào Phi.
9. Lưu Mạn [劉曼], được Tào Phi phong Trường Lạc quận công chúa (長樂郡公主).

## Trong văn học

### Tam Quốc diễn nghĩa
Nhân vật Hán Hiến Đế trong Tam Quốc diễn nghĩa là nhân vật phụ, được La Quán Trung mô tả khá sát với chính sử: ông vua thời Hán mạt từ nhỏ tới lớn làm vua con rối trong tay các quyền thần, không có quyền hành. Ông xuất hiện từ hồi 3 tới hồi 80.

### Trọng Tương vấn Hán
Trọng Tương vấn Hán (仲襄問漢) là tác phẩm văn học khuyết danh tác giả, kể theo thuyết tiền căn báo hậu kiếp hay luân hồi quả báo từ thời Hán Sở cho đến thời Tam Quốc. Tác giả xây dựng nội dung để hàng loạt nhân vật thời Hán Sở tái sinh, trong đó danh tướng Hàn Tín lập nhiều chiến công giúp Hán diệt Sở nhưng bị Lưu Bang giết oan, sau đầu thai làm Tào Tháo tung hoành thiên hạ, lập nhiều chiến công ở trung nguyên; còn Lưu Bang bị đầu thai làm Hán Hiến Đế, kiếp sau bị Tào Tháo chèn ép.